# アーサナ

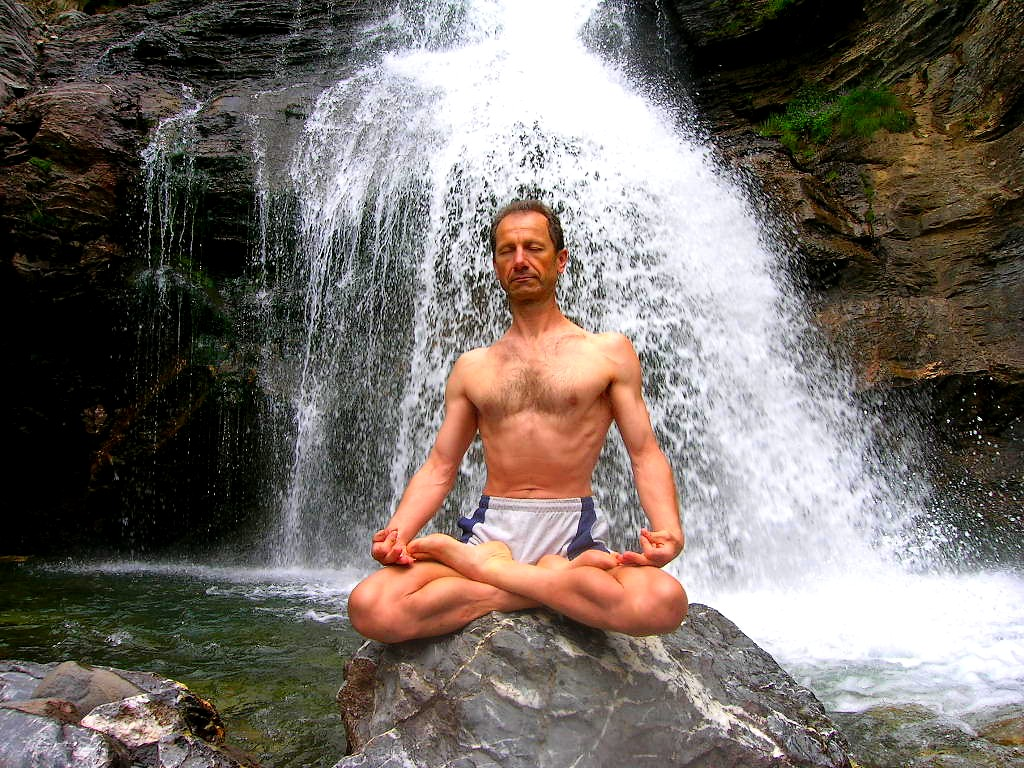
結跏趺坐

アーサナ（デーヴァナーガリー：आसन, āsana）とは、ヨーガの座法・体位のこと。今日のアーサナ重視のヨーガはインドの伝統とは異なる（詳細は#概要以降を参照）。

## 概要
古典ヨーガについて書かれた、ヨーガ学派の教典である『ヨーガ・スートラ』の第2章46-48節に、アーサナ（坐法）についての記述があるが、あくまでも瞑想のための安定した快適な緊張をゆるめる座り方を推奨している記述で、アーサナがヨーガにおける100種ほどの様々な体位を意味するようになるのは、「ハタ・ヨーガ」以降である（#ハタ・ヨーガ・プラディーピカーにおける種類も参照）。ただし、アーサナが練習の中心となるヨーガのスタイルは、インドの「伝統」にはなく、20世紀初頭に初めて登場したものである。また、現代のアーサナの大半は、伝統的ヨーガとも異なるという（詳細は#近現代のアーサナを参照）。

## ハタ・ヨーガ・プラディーピカーにおける種類
ハタ・ヨーガの教典である『ハタ・ヨーガ・プラディーピカー』の第1章では、計84種のアーサナ（体位）があるとされ、主なものとして、以下のアーサナが紹介されている。
（※「～・アーサナ」という名称の日本語訳は、「～坐（座）」「～体位」「～のポーズ」といった様々な訳し方があるが、汎用性を考慮し、以下では「～のアーサナ」で統一する。）
- スヴァスティカ・アーサナ（吉祥のアーサナ）
- ゴームカ・アーサナ（牛面のアーサナ）
- ヴィーラ・アーサナ（英雄のアーサナ）
- クールマ・アーサナ（亀のアーサナ）
- クックタ・アーサナ（鶏のアーサナ）
- ウッターナ・クールマ・アーサナ（上向きの亀のアーサナ）
- ダヌス・アーサナ（弓のアーサナ）
- マッチェンドラ・アーサナ（聖者マッチェンドラのアーサナ）
（アルダ・マッチェンドラ・アーサナ（半-））
- パシチマターナ・アーサナ（背中をのばすアーサナ）
- マユーラ・アーサナ（孔雀のアーサナ）
- シャヴァ・アーサナ（屍のアーサナ）
- シッダ・アーサナ（達人のアーサナ） --- ヴァジュラ・アーサナ（金剛のアーサナ）、ムクタ・アーサナ（解脱者のアーサナ）、グプタ・アーサナとも
- パドマ・アーサナ（蓮華のアーサナ）
（バッダ・パドマ・アーサナ（締めつけた-））
- シンハ・アーサナ（獅子のアーサナ）
- バドラ・アーサナ --- ゴーラクシャ・アーサナ（牛飼いのアーサナ）とも

アーサナの歴史的研究を行ったマーク・シングルトンは、身体重視のハタ・ヨーガにおいても、インドの伝統的なヨーガ実践で、アーサナがその中心であったという証拠はなく、世界的に普及しているアーサナを練習の基本においたヨーガは、近代以前にはみることができないものである、と述べている。古典的なハタ・ヨーガでも、アーサナは副次的な位置しか与えられておらず、蓮華座・達人座を除いて、歴史的に重視されていないという。

## 近現代のアーサナ
宗教社会学者の伊藤雅之は、現在実践されているアーサナについて、その大半は19世紀後半から20世紀前半に西洋で発達した身体文化（キリスト教を伝道するYMCAやイギリス陸軍によってインドに輸入された）を強調する運動に由来すると述べている。現代のアーサナの起源は、西洋式体操法などの西洋身体文化が、インド独自の体系として、伝統的な「ハタ・ヨーガ」の名でまとめられたものであると述べており、現在のアーサナと、『ヨーガ・スートラ』に代表される伝統的な古典ヨーガや中世以降発展した（本来の）ハタ・ヨーガとのつながりは極めて弱いと指摘している。1920～30年代に、「現代ヨーガの父」と呼ばれるティルマライ・クリシュナマチャーリヤ（1888年 - 1989年）が、西洋の身体文化から発生した多様な体操法を自らのヨーガ・クラスに取り入れ、それをインド伝統のハタ・ヨーガの技法として確立し、思想面にヴィヴェーカーナンダなどのヒンドゥー復興運動の思想と『ヨーガ・スートラ』を援用した。伊藤雅之は、クリシュナマチャーリヤによって、西洋式体操がヨーガに仕立て上げられたと述べている。クリシュナマチャーリヤは1924年から死去する1989年までヨーガを指導した。アーサナを中心とした現代のヨーガは、直接または間接的にクリシュナマチャーリヤの影響を受けている。現代実践されている、アーサナを練習の基本に据えたヨーガは「創られた伝統」であった。
例えば、クリシュナマチャーリヤはハタ・ヨーガの古典にはない、近代ヨーガの体位であるシールシャーサナ（頭立ちのポーズ)やサルヴァンガーサナ（肩立ちのポーズ）に重点を置いた張本人といわれる。スーリヤ・ナマスカーラ（太陽礼拝のポーズ）は、20世紀初頭頃に元々はボディビルディング系のエクササイズとして考案されたものである。また、「ストレッチしてリラックス」のような現代のヨーガの要素は、1930年代の欧州で女子の柔軟体操として行われていたものである。
このヨーガ体操は、アメリカのカウンターカルチャーやニューエイジにおいて、「スピリチュアルな実践」と解釈され、これに呼応してインドでもヨーガがスピリチュアルな実践であることを強調するようになった。現代ヨーガへの影響の大きいアイアンガー・ヨーガやアシュタンガ・ヨーガは、欧米人との接触以降はじめてスピリチュアルな意味付けがなされており、現代ヨーガの指導者側だけでなく、需要者側も、会話や雑誌の体験談、ブログなどを通してスピリチュアリティの創出に積極的に関与している。